# Kleine Kerk (Halfweg)
De Kleine Kerk te Halfweg is een kerkgebouw aan de Wilhelminastraat 15 te Halfweg. Deze van oorsprong Nederlands-hervormde kerk kreeg haar bijnaam ter onderscheid ten opzichte van de Grote Kerk aan de Amsterdamsestraatweg.   
Deze kerk is de opvolger van een kerkgebouw uit 1852 dat in de omgeving van de Suikerfabriek stond, maar gesloopt moest worden in verband met de uitbreiding van en toenemend verkeer op de Rijksstraatweg.
Er werd vanaf 9 juli 1924 gebouwd aan een Nederlands Hervormde Kerk (Eerste heipaal; Haarlems Dagblad, 9 juli 1924, pagina 5). Bij de eerstesteenlegging in september 1924 was het adres ook bekend: Emmaplein (Haarlems Dagblad, 18 september 1924, pagina 8). Op 21 mei 1925 kon de kerk ingewijd worden. (Haarlems Dagblad, 22 mei 1925, pagina 6. Het geheel werd ontworpen door architect Anthonie Pieter Smits uit Aerdenhout. Hij kwam met een kruiskerk in traditionele stijl met hier en daar Romaanse elementen. De Kleine kerk werd net als de Onze Lieve Vrouw Geboortekerk aan de rand van de dorpsbebouwing neergezet, maar werd in de loop der jaren ingebouwd door een woonwijk, waarvan alle straatnamen verwijzen naar leden van de koninklijke familie; haar adres werd Wilhelminastraat 15, vernoemd naar Wilhelmina der Nederlanden en staat met haar oostelijke gevel aan de Polanenkade.
Het voortbestaan van de Kleine Kerk heeft ze eigenlijk te danken aan die Grote Kerk. Die werd vanwege de ontkerkelijking veel te groot. De twee protestantse gemeenten in de omgeving ("Hervormde Gemeente Houtrijk en Polanen" en de "Gereformeerd Kerk Halfweg/Zwanenburg") fuseerden tot de "Protestantse Gemeente te Halfweg en Zwanenburg" en verkozen de Kleine Kerk tot hun kerkgebouw. Dit betekende indirect het einde van de Grote Kerk. Die werd verkocht en uit de opbrengsten werd een renovatie van de Kleine Kerk bekostigd, die vanaf 2009 tot 2011 duurde. Daarna viel de grote Kerk ten prooi aan de sloophamer; de karakteristieke toren bleef staan.    

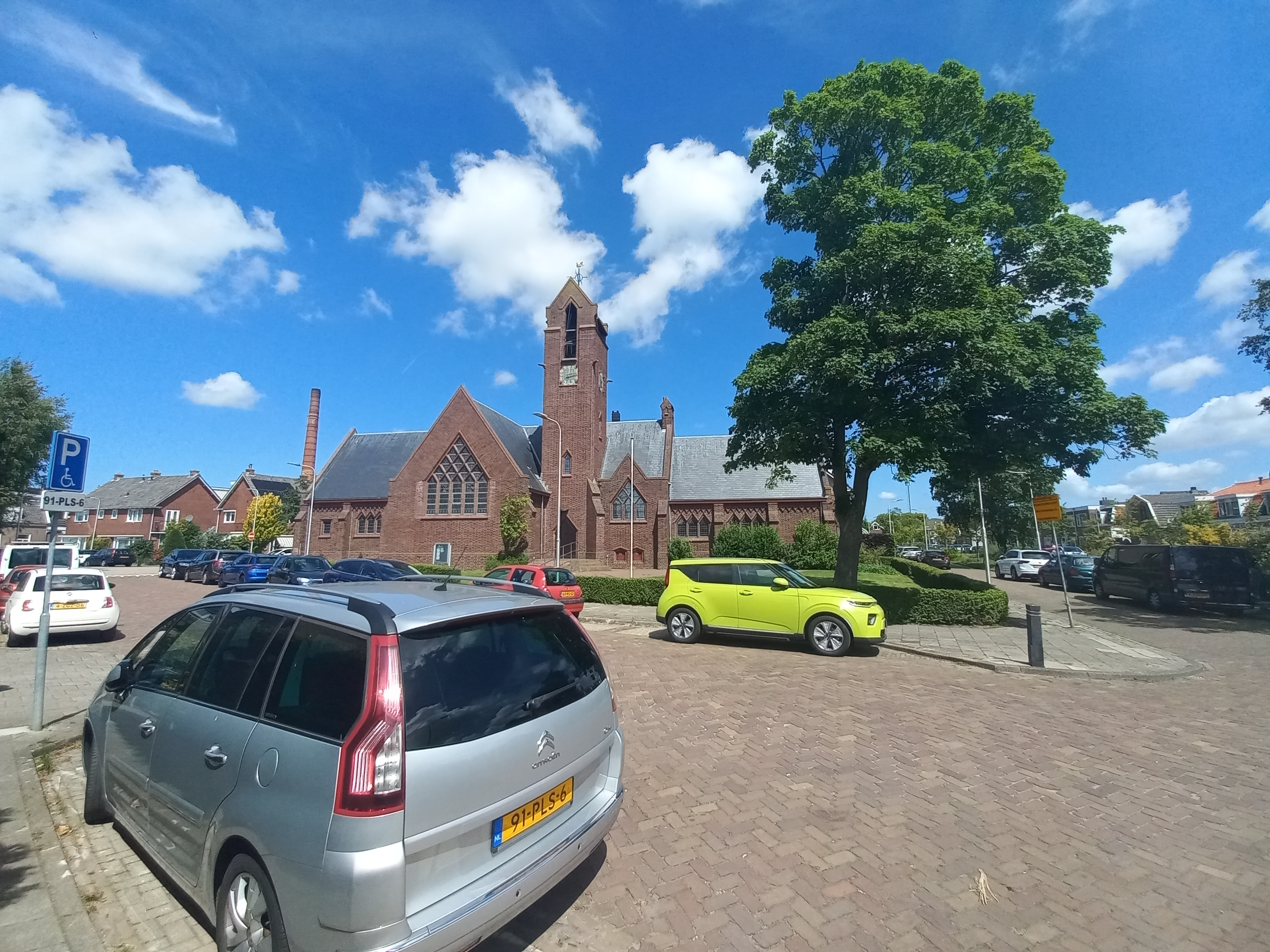
Kleine Kerk in 2022; rechts Polanenkade